# Махагон
Махагонът е правозърнест, червеникавокафяв дървен материал от три тропически вида с твърда дървесина от рода Swietenia, местни в Америка и част от пантопичното  семейство Meliaceae.

## Видове
Трите вида махагон са:
- Swietenia macrophylla – хондураски или едролистен махагон, с обхват от Мексико до Южна Амазония в Бразилия; най-разпространеният вид махагон и единственият истински вид махагон, който се отглежда днес в търговската мрежа.[1] Незаконната сеч на S. macrophylla и нейните силно разрушителни въздействия върху околната среда[2] доведоха до поставянето на вида през 2003 г. в Приложение II към Конвенцията за международна търговия със застрашени видове (CITES), за първи път, когато голям обем, високастойностно дърво е посочено в Допълнение II.[3]
- Карибско махагоново дърво (Swietenia mahagoni) – известен и като западноиндийски[4] или кубински махагон, родом от Южна Флорида и Карибите, преди това доминиращ в търговията с махагон, но не е широко разпространен в търговската употреба след Втората световна война.[1]
- Swietenia humilis – малко и често усукано дърво махагон, ограничено до сезонно сухи гори в Тихия океан, Централна Америка, което е с ограничена търговска полезност.[1] Някои ботаници смятат, че S. humilis е просто вариант на S. macrophylla.[1]

## Употреба
Махагонът има прави, фини и равномерна зърненост и е относително без кухини и джобове. Неговият червеникаво-кафяв цвят с времето потъмнява и при полиране показва червеникав блясък. Има отлична обработваемост и е много издръжлив. В исторически план обхватът на дървото позволява широки дъски от традиционни видове махагон. Тези свойства го правят благоприятно дърво за изработка на шкафове и мебели.
Голяма част от първокачествените мебели, произведени в американските колонии от средата на 18 век, са направени от махагон, когато дървото за първи път става достъпно за американските майстори. Махагонът все още се използва широко за фини мебели; рядкостта на кубинския махагон, прекомерното събиране на реколтата от Хондурас и бразилския махагон и протестите на коренните народи и екологични организации от 80-те до 2000-те години намаляват тяхното използване. Скорошното производство на махагон от Мексико и Фиджи има по-светъл цвят и плътност от производството в Южна Америка от началото на 20-и век.
- Махагонови дървосекачи в Белиз, около 1930 г.
- Хондураски махагон
- Махагонов стол

## Махагонът като инвазивен вид
Във Филипините природозащитниците призовават за прекратяване на засаждането на махагон поради отрицателното му въздействие върху околната среда и дивата природа, включително евентуално причиняване на подкиселяване на почвата и без полза за дивата природа.

## Галерия
- Плантация в Бангладеш
- Махагонов плод in situ
- Махагонови плодове и семена